# Driekske van Bussel
Driekske van Bussel, född 18 november 1868, död 27 april 1951, är en holländsk bågskytt. Han deltog vid olympiska sommarspelen 1920.